# Annouville-Vilmesnil
Annouville-Vilmesnil è un comune francese di 464 abitanti situato nel dipartimento della Senna Marittima nella regione della Normandia.

## Simboli
Lo stemma è stato adottato il 7 aprile 2000. Nel capo è ripreso il blasone della famiglia Prestreval, signori d'Annouville (d'oro, alla banda di rosso, caricata di tre bisanti d'argento). Le spighe e il fiore di genziana rappresentano la vocazione agricola e l'ambiente naturale del comune.

## Società

### Evoluzione demografica
Abitanti censiti